# Debbie Dunn
Debbie Dunn (ur. 26 marca 1978) – amerykańska lekkoatletka, sprinterka, mistrzyni świata z Berlina w sztafecie 4 x 400 metrów. Do końca 2003 reprezentowała Jamajkę.
W 2012 dzięki 4. miejscu w amerykańskich kwalifikacjach olimpijskich znalazła się w reprezentacji kraju na igrzyska olimpijskie w Londynie, jednak testy antydopingowe przeprowadze podczas tych kwalifikacji wykazały obecność u Dunn niedozwolonej substancji – sterydu anabolicznego, przez co została wykreślona z kadry olimpijskiej, kilka tygodni później otrzymała karę dwóch lat dyskwalifikacji (do 31 lipca 2014).

## Osiągnięcia

### Mistrzostwa Świata
- Mistrzostwa Świata w Lekkoatletyce 2009 -  złoty medal w sztafecie 4 x 400 metrów

### Halowe Mistrzostwa Świata
- Halowe Mistrzostwa Świata w Lekkoatletyce 2006 -  srebrny medal w sztafecie 4 x 400 metrów
- Halowe Mistrzostwa Świata w Lekkoatletyce 2010 -  złoty medal na 400 metrów
- Halowe Mistrzostwa Świata w Lekkoatletyce 2010 -  złoty medal w sztafecie 4 x 400 metrów

### Igrzyska Panamerykańskie
- Igrzyska Panamerykańskie 2007 -  brązowy medal w sztafecie 4 x 400 metrów

## Rekordy życiowe
- bieg na 200 metrów – 22,73 (2009)
- bieg na 400 metrów – 49,64 (2010)
- bieg na 400 metrów (hala) – 50,86 (2010)